# کوهپایه

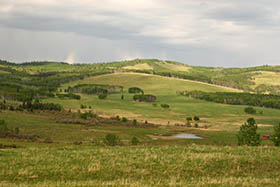
کوهپایه‌های رشته‌کوه راکی، نزدیک کلگری، ایالت آلبرتا، کانادا.

کوهپایه به معنی مناطق دامنه‌ای در کنار رشته‌کوه‌ها است.
دامنه و دشت و دَمَن و تپه از دیگر واژه‌ها برای توصیف کوه‌پایه است.
دامنهٔ رو به صحرا در کوهستان را در ادبیات فارسی راغ نامیده‌اند.
ریشه‌ی کلمه‌ی راغ سغدی است